# Pelexia itatiayae
Pelexia itatiayae är en orkidéart som beskrevs av Rudolf Schlechter. Pelexia itatiayae ingår i släktet Pelexia och familjen orkidéer. Inga underarter finns listade i Catalogue of Life.